# رولف روتریش
رولف روتریش (آلمانی: Rolf Wüthrich; ۴ سپتامبر ۱۹۳۸ – ژوئن ۲۰۰۴) بازیکن فوتبال اهل سوئیس بود.
از باشگاه‌هایی که در آن بازی کرده‌است می‌توان به باشگاه ورزشی یانگ بویز، باشگاه فوتبال سروت ۱۸۹۰، باشگاه فوتبال لوتسرن، باشگاه فوتبال نورنبرگ، باشگاه فوتبال گراس‌هاپر زوریخ، و باشگاه فوتبال زوریخ اشاره کرد.
وی همچنین در تیم ملی فوتبال سوئیس بازی کرده‌است.